# Korneliusz (Sobolew)
Korneliusz, imię świeckie Gawriił Gawriłowicz Sobolew (ur. w listopadzie 1880 w okolicach Wyborga, zm. 16 kwietnia 1933 w Tymsku) – rosyjski biskup prawosławny.

## Życiorys
Był synem kapłana prawosławnego. W 1900 ukończył seminarium duchowne w Petersburgu, zaś w 1904 Petersburską Akademię Duchowną, uzyskując tytuł kandydata nauk teologicznych. W czasie studiów, w 1902, złożył wieczyste śluby mnisze z imieniem Korneliusz. 28 września 1902 został wyświęcony na hierodiakona, w następnym roku – na hieromnicha. Od 1904 do 1907 był misjonarzem w Persji. Następnie w 1907 był krótko wykładowcą seminarium duchownego w Tyflisie, zaś od 1907 do 1909 – szkoły duchownej św. Aleksandra Newskiego w Petersburgu. W 1910 został zatrudniony w Petersburskiej Akademii Duchownej początkowo jako wykładowca, zaś od 1910 także jako inspektor. W 1911 otrzymał godność archimandryty i objął stanowisko rektora seminarium duchownego w Tule, które pełnił do 1917.
17 września 1917 został wyświęcony na biskupa kaszyrskiego, wikariusza eparchii tulskiej i bielowskiej. Od 1920 do 1921 był biskupem nowosilskim, wikariuszem tej samej eparchii. W 1921 przeniesiony do eparchii włodzimierskiej i suzdalskiej jako jej wikariusz, z tytułem biskupa wiaznikowskiego. W 1923 został aresztowany i skazany na trzy lata zesłania do Kraju Narymskiego. Zwolniony po odbyciu wyroku, w 1926 przez miesiąc był biskupem włodzimierskim i suzdalskim. Następnie, po podniesieniu do godności arcybiskupiej, został przeniesiony do eparchii swierdłowskiej i irbickiej jako jej ordynariusz. Aresztowany w 1926 we Włodzimierzu, został przewieziony do moskiewskiego więzienia na Butyrkach i zwolniony z niego po podpisaniu zobowiązania do pozostania w Moskwie.
Obok biskupa Paulina (Kroszeczkina) był jednym z pomysłodawców przeprowadzenia tajnych wyborów patriarchy moskiewskiego i całej Rusi. W 1927 wywieziony do łagru w dawnym Monasterze Sołowieckim. Następnie został zmuszony do osiedlenia się we wsi Tymsk w Kraju Zachodniosyberyjskim. Tam został zamordowany w czasie napadu rabunkowego.